# Oliver Schnyder

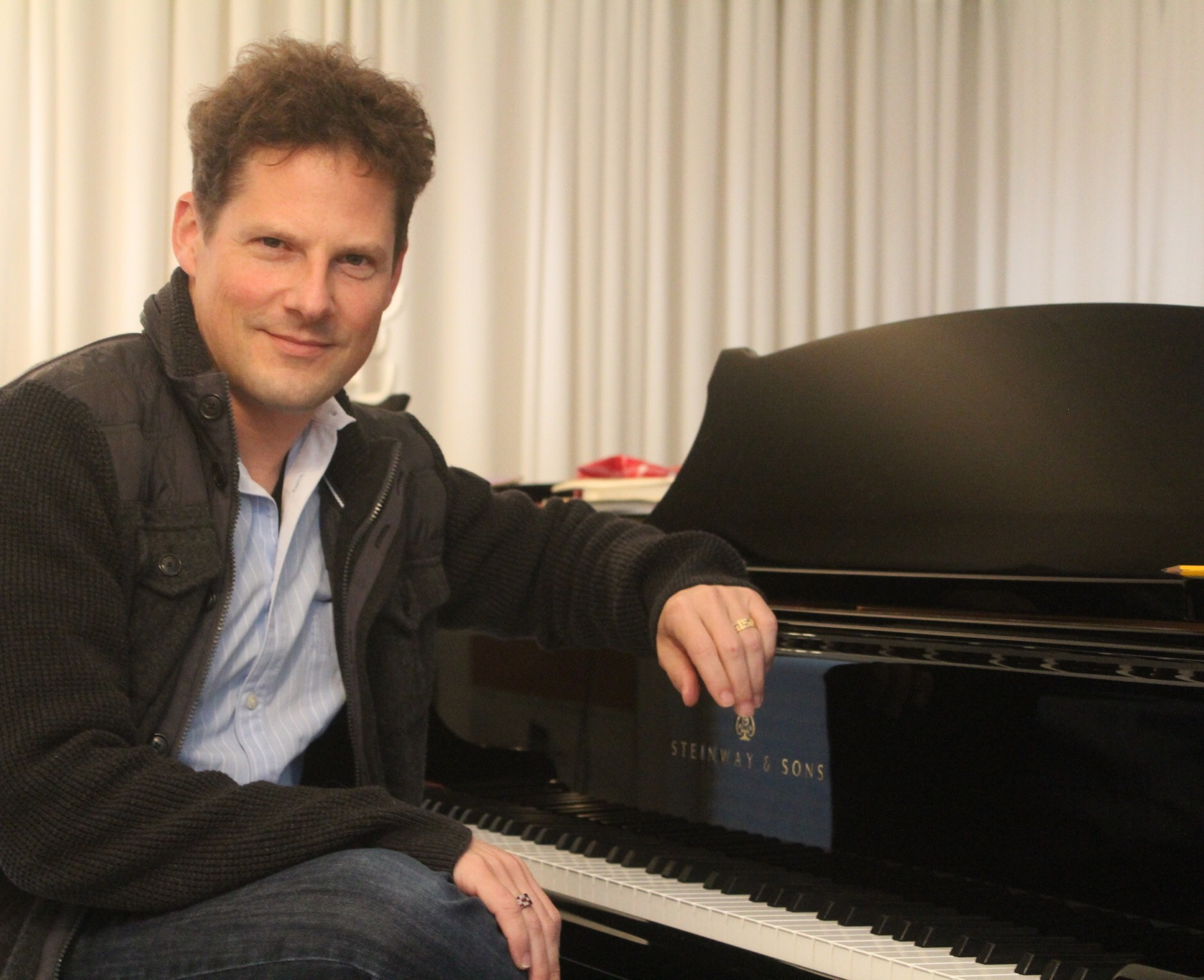
Oliver Schnyder (2015)

Oliver Schnyder (* 3. Oktober 1973 in Brugg) ist ein Schweizer Pianist.

## Leben und Wirken

### Studium
Oliver Schnyder studierte bei Emmy Henz-Diémand (Lehr- und Konzertreifediplom SMPV 1994), danach bis zum Solistendiplom 1998 in der Meisterklasse von Homero Francesch an der Hochschule für Musik und Theater Zürich. Es folgte ein Kurzstudium bei Ruth Laredo an der Manhattan School of Music in New York (1998) sowie 1998 bis 2001 in der Meisterklasse von Leon Fleisher in Baltimore (Graduate Performance Diploma, 2001).

### Musikalische Laufbahn
Schnyder entfaltet seit seinem Debüt-Rezital 2000 im John F. Kennedy Center for the Performing Arts in Washington, D.C. und seinem Solo-Debüt 2002 mit dem Tonhalle-Orchester Zürich unter David Zinman anlässlich der Orpheum-Musikfesttage zur Förderung junger Solisten Zürich (heute: Orpheum – Young Soloists on Stage) eine weltweite Konzerttätigkeit. Als Solist, Rezitalist und Kammermusiker trat er in ganz Europa, in Nord- und Südamerika und Fernost auf, u. a. auf Bühnen in München (Philharmonie, Herkulessaal, Prinzregententheater), Osaka (Izumi Hall), Tokio (Tokyo Opera City Concert Hall), Hong Kong City Hall, Wigmore Hall, Carnegie Hall, Alte Oper Frankfurt, Mailand (Sala Verdi), Kultur- und Kongresszentrum Luzern, Moskau (Großer Saal des Moskauer Konservatoriums, Tchaikovsky Hall), Forbidden City Concert Hall Peking, Laeiszhalle Hamburg, Palais des Beaux-Arts Brüssel, Bridgewater Hall Manchester, St. Petersburger Philharmonie, Konzerthaus Dortmund, Victoria Hall Genf, National Concert Hall Taipeh, Kölner Philharmonie, Seoul Arts Center, Konzerthaus Kopenhagen und Tonhalle Zürich.
Er war auch auf zahlreichen internationalen Festivals zu hören, so auf dem Ruhr Piano Festival, bei den Schwetzinger SWR Festspielen, beim Gstaad Menuhin Festival, bei den Festspielen Mecklenburg-Vorpommern, im Musiksommer Boswil, im Musikdorf Ernen, beim Lugano Festival, beim Lucerne Festival, bei der Schubertiade Schwarzenberg und Hohenems, beim Richard-Strauss-Festival und beim Brucknerfest Linz (im Brucknerhaus).
Als Solist trat Schnyder mit vielen Orchestern auf wie dem Philharmonia Orchestra London (Tournee unter Philippe Jordan, 2012), der Academy of Saint Martin in the Fields (Tournee unter Julia Fischer, 2015), dem Baltimore Symphony Orchestra (2015 unter Mario Venzago), dem WDR Sinfonieorchester Köln (Tournee unter Semyon Bychkov, 2010), dem Danish National Symphony Orchestra (2015 unter Mario Venzago), dem Korean Symphony Orchestra, dem National Taiwan Symphony Orchestra, dem Zürcher Kammerorchester, dem Berner Symphonieorchester, dem Tonhalle-Orchester Zürich, dem Luzerner Sinfonieorchester, dem Sinfonieorchester Basel, der Württembergischen Philharmonie Reutlingen, dem Südwestdeutschen Kammerorchester Pforzheim, dem Belgrade Philharmonic Orchestra, der Oslo Camerata, der Israel Sinfonietta und dem ORF Radio-Symphonieorchester Wien.
Er arbeitete mit Dirigenten zusammen wie Howard Griffiths, Muhai Tang, Sir Roger Norrington, Michail Jurowski, Howard Arman, James Gaffigan und Ivor Bolton.
Schnyder ist Pianist des Oliver Schnyder Trios, das er 2012 mit dem Geiger Andreas Janke und dem Cellisten Benjamin Nyffenegger gründete und das 2012 sein Debüt in der Tonhalle Zürich mit Schuberts Klaviertrio Nr. 2 gab. Kammermusikalische Zusammenarbeit verbindet Schnyder auch mit Musikern wie Julia Fischer, Nils Mönkemeyer, Sol Gabetta, Heinz Holliger, Antje Weithaas, Daniel Behle, Benjamin Appl, Regula Mühlemann, Lia Pale, Rachel Harnisch, Veronika Eberle, Marc Bouchkov, Vilde Frang, Alexander Sitkowetski, Lars Anders Tomter, Jens Peter Maintz, Wolfram Christ, Christian Poltéra, Alina Pogostkina, Henning Kraggerud, Martin Grubinger, dem Endellion String Quartet, dem Carmina Quartett, dem Gringolts Quartett.
Schnyders Konzerte sind von öffentlich-rechtlichen Rundfunkanstalten in ganz Europa und in den USA dokumentiert worden.

## Kulturelles Engagement
Schnyder ist zusammen mit dem Kulturmanager Thomas Pfiffner Gründer und künstlerischer Leiter von Piano District, das hochkarätige Pianisten in die «Druckerei Baden» (ehemalige Druckerei des Badener Tagblatts, Schweiz) bringt wie Radu Lupu, Emanuel Ax, Michail Pletnjow, Fazil Say, Kit Armstrong, Yulianna Avdeeva, Angela Hewitt, Stephen Kovacevich, Christian Zacharias, Jan Lisiecki, Dmitry Masleev, Philippe Entremont, Paul Badura-Skoda, Janina Fialkowska, Richard Goode sowie die Duos Tal & Groethuysen und Anderson & Roe.
2016 war Schnyder Intendant der Ittinger Pfingstkonzerte (gegründet von András Schiff und Heinz Holliger), 2018/2019 als Nachfolger Reto Bieris Intendant des Davos Festival – Young Artists in Concert, und seit 2019 ist er zusammen mit seiner Ehefrau Fränzi Frick künstlerischer Leiter der Lenzburgiade Klassik & Folk International. Seit 2016 ist Schnyder Dozent im Hauptfach Klavier an der Kalaidos-Musikhochschule Zürich.

## Stipendien, Preise und Auszeichnungen
- «Supersonic Award» des luxemburgischen Magazins Pizzicato, 2015, 2011[7] und 2010
- «M&T Meilenstein» des Schweizer Magazins Musik & Theater, 2014[8]
- Werkbeitrag an das künstlerische Schaffen, Aargauer Kuratorium, 2016, 2012, 2007
- ICMA-Nominierung, 2012 (International Classical Music Awards)
- «Choc de Classica» des französischen Magazins Classica, 2012
- «tz-Rose der Woche» der Münchner Zeitung tz, 2009
- Orpheum Stiftung zur Förderung junger Solisten[9], Zürich, 2002
- Milholland Award for Piano des Peabody Conservatory, Baltimore, 2001
- Finalist Internationaler Robert-Schumann-Wettbewerb für Klavier und Gesang, Zwickau, 2000
- Erster Preis beim Pembaur-Wettbewerb, Bern, 1999
- Rahn-Musikpreis, Zürich, 1998
- 2. Preis Lions International Piano Competition, als offizieller Vertreter der Schweiz am Europa-Finale in Budapest, 1998
- Swiss-American Cultural Exchange Council, Washington, D.C., 1998
- Duttweiler-Hug-Preis, Zürich, 1996
- Landolt-Preis, Zürich, 1996
- Solistenpreis der Jmanuel & Evamaria Schenk Stiftung, Zofingen, 1996
- Studienpreisträger des Migros-Genossenschafts-Bundes und der Ernst Göhner Stiftung, 1995
- Solisten-Wettbewerb des Schweizerischen Musikrates, Künstlerhaus Boswil, 1991
- Schweizerischer Jugendmusikwettbewerb, Luzern, 1986

Aufnahmen Oliver Schnyders wurden mehrfach ausgezeichnet, so von der Opernwelt (Winterreisen, 2015), vom Rondo-Magazin (Wochenempfehlung für die Brahms-Klaviertrios, 2014), von der Aargauer Zeitung (bestes Schweizer Klassik-Album des Jahres 2014 für die Brahms-Trios und bestes Schweizer Klassik-Album des Jahres 2013 für die Schubert-Trios), von NDR Kultur (CD der Woche für die Mendelssohn-Klavierkonzerte, 2013, und CD des Tages für Schumann Piano Works, 2010), vom Kulturspiegel (ehemalige Beilage des Spiegels, Aufnahme der Haydn-Klavierkonzerte in die Reihe «Die besten guten Klassik-CDs», 2013), vom Fono Forum (Liszt, 2012), von ClassicFM (CD der Woche für die Haydn-Klavierkonzerte, 2012) und vom rbb Kulturradio (CD der Woche für The Beethoven Project. Complete Piano Concertos and Ouvertures, 2017, und CD der Woche für die Haydn-Klavierkonzerte, 2012).

## Diskographie
- Bruch: Konzert für zwei Klaviere und Orchester op. 88a. Oliver Schnyder, Julia Kociuban (Klavier). ORF Radio-Symphonieorchester Wien, Howard Griffiths. Sony Classical, 2019
- Fauré: The Secret Fauré II. Oliver Schnyder (Klavier), Sinfonieorchester Basel unter Ivor Bolton. Sony Classical, 2019
- Meine schönsten Weihnachtslieder. Oliver Schnyder Trio & Friends. Daniel Behle (Tenor). Sony Classical, 2018
- Beethoven: The Beethoven Project. Complete Piano Concertos and Ouvertures. Oliver Schnyder, Luzerner Sinfonieorchester unter James Gaffigan. Sony Classical, 2017
- Beethoven: The Piano Trios. Oliver Schnyder Trio. Sony Classical, 2017
- Mein Hamburg. Oliver Schnyder Trio. Mit Daniel Behle (Tenor). Berlin Classics (Edel), 2016
- Brahms: Klaviertrios Nr. 1, H-Dur, op. 8 (erste und überarbeitete Version), Nr. 2, C-Dur, op. 87, Nr. 3, c-Moll, op. 101. Oliver Schnyder Trio. Red Seal (Sony), 2014
- Schubert: Winterreise(n), D. 911 (Originalversion und Version mit Klaviertrio). Oliver Schnyder Trio. Mit Daniel Behle (Tenor). Sony Classical, 2014 (2 CDs)[11]
- Haydn: Klavierkonzerte F-Dur, Hob. XVIII:3, G-Dur, Hob. XVIII:4 und D-Dur, Hob. XVIII:11. Mit der Academy of Saint Martin in the Fields unter Andrew Watkinson. RCA Red Seal (Sony), 2012, und in der Reihe «Die besten guten Klassik-CDs» in der Edition des Kulturspiegels (ehemalige Beilage des Spiegels), 2013
- Schubert: Klaviertrios Nr. 2, Es-Dur, D. 929, op. 100 und Nr. 1, B-Dur, D. 898, op. 99; Der Hirt auf dem Felsen, D. 965, op. 129; Ständchen (aus Schwanengesang, D. 957). Oliver Schnyder Trio. RCA Red Seal (Sony), 2013 (2 CDs)[12]
- Mendelssohn: Klavierkonzerte Nr. 1, g-Moll, op. 25 und Nr. 2, d-Moll, op. 40; Konzert für Klavier und Streicher, a-Moll, MWV O 2. Mit dem Orchester Musikkollegium Winterthur unter Douglas Boyd. RCA Red Seal (Sony), 2013[13]
- Richard Strauss: Lieder. Mit Daniel Behle (Tenor). Capriccio, 2012
- Generation. Lieder von Beethoven, Mendelssohn, Schumann, Brahms. Mit Renate (Mezzosopran) und Daniel Behle (Tenor). Capriccio, 2012[14]
- Liszt: Années de pèlerinage. Première année: Suisse. Werke, Malédiction, für Klavier und Streicher, S. 121. Mit Andreas Janke, Yi-Chen Lin, Cosemin Banica, Cathrin Kudelka (Violine), Michel Rouilly, Katja Fuchs (Viola), Benjamin Nyffenegger, Christian Proske (Cello), Kamil Losiewicz (Bass). RCA Red Seal (Sony), 2011 (2 CDs)
- Schubert: Klaviertrio, Es-Dur, D. 929, op. 100; Klaviersonate, A-Dur, D. 664, op. 120. Trio Opus 100. Solo Musica, 2010
- Mendelssohn: Sonate für Violine und Klavier, F-Dur; Konzert für Violine und Klavier, d-Moll. Mit Rudens Turku (Violine) und der Cappella Istropolitana unter Ariel Zuckermann. Avie Records, 2010
- Schweizer Lieder. Leo Nadelmann: Mein blaues Klavier; Lieder von Bloch, Hegar, Ringger, Burkhard. Mit Noëmi Nadelmann (Sopran). Musiques Suisses (Migros), 2010
- Piano Works. Schumann: Abegg-Variationen, op. 1; Davidsbündlertänze, op. 6; Arabeske, op. 18; Geistervariationen, WoO 24; Gesänge der Frühe, op. 133. RCA Red Seal (Sony), 2010
- Homelands. Music for Violin and Piano. Grieg: Sonate Nr. 3 für Violine und Klavier, c-Moll, op. 45; Rachmaninow: Vocalise, op. 34, Nr. 14; Dvořák: Sonatine für Violine und Klavier, G-Dur, op. 100; Piazzolla: Milonga en Re (Tango); Sarasate: Romanza Andaluza, op. 22, Nr. 1. Mit Rudens Turku (Violine). Avie Records, 2009
- Hefti: Schattenspie(ge)l, Trio für Violine, Violoncello und Klavier; Ritus, vier Tanz-Collagen für Violoncello solo; Rosenblätter, Liederzyklus für mittlere Stimme und Klavier. Telos, 2008
- Lieder. Lieder von Schubert, Beethoven, Grieg, Britten, Trojahn. Mit Daniel Behle (Tenor). Phoenix Edition, 2008
- Contrasts. Mozart: Klavierkonzerte Nr. 12, A-Dur, KV 414; Nr. 13, C-Dur, KV 415 und Nr. 26, D-Dur, KV 537; sämtliche Klavierwerke in Moll: Fantasien Nr. 3, d-Moll, KV 397 und Nr. 4, c-Moll, KV 475, Klaviersonaten Nr. 9, a-Moll, KV 310 und Nr. 14, c-Moll, KV 457; Rondo für Klavier Nr. 3, a-Moll, KV 511; Adagio, b-Moll, KV 540. Mit der Camerata Bern unter Erich Höbarth. RCA Red Seal (Sony), 2008 (2 CDs)
- Hefti: Tenet, vier Lieder für Sopran und Ensemble; Schattenklang, Adagio für Klavier; Mondschatten, für Violine und Marimba; O, star! II, Mosaik für Saxophon solo; Miroirs, für Violine und Klavier. Mit dem Zürcher Kammerensemble unter David Philip Hefti. Telos, 2007
- Recital. Chopin. Telos, 2007
- Grieg: Lieder, op. 48; Hefti: Rosenblätter; Ravel: Histoires Naturelles. Mit Judith Schmid (Mezzosopran). SwissPan, 2007
- Hefti: Diarium für Violine solo; O, star! Mosaik für Klarinette solo; Melencolia I, für Flöte, Schlagzeug und Klavier; Sator, Konzert für Klarinette und Orchester. Mit Stefan Tönz (Violine), Valentin Wandeler (Klarinette), dem Zürcher Kammerensemble und Mitgliedern des Collegium Novum Zürich unter David Philip Hefti. Telos, 2006
- Saint-Saëns: Klavierkonzerte Nr. 2, g-Moll, op. 22, und Nr. 5, F-Dur, op. 103; Wedding Cake, op. 76. Mit dem Aargauer Symphonie Orchester (heute: argovia philharmonic) unter Douglas Bostock. ClassicO, 2004
- Piano works. Fauré: Nocturne Nr. 1, op. 33, Impromptus Nr. 2, op. 31 und Nr. 3, op. 34; Debussy: Estampes; Mussorgsky: Bilder einer Ausstellung. Art Unity, 2002
- Ringger: Aria amarosa (mit dem Copenhagen Philharmonic Orchestra unter Okko Kamu), The Golden Heat of Midday (mit dem Orchester Musikkollegium Winterthur unter Heinrich Schiff), «Feuillages» für Streichquartett (mit dem Carmina-Quartett), Klavierstücke. Musiques Suisses (Migros), 2001
- Piano works. Brahms: Sonate Nr. 3, f-Moll, op. 5; Mendelssohn: Variations sérieuses, op. 54; Schubert: Sonate, A-Dur, D. 664. Art Unity, 2001